# Black Blood Brothers
Black Blood Brothers (jap. ブラック·ブラッド·ブラザーズ Burakku Buraddo Burazāzu) – seria light novel autorstwa Kōhei Azano i ilustrowana przez Yuuya Kusaka. W 2006 roku studia Studio Live i Group TAC wyprodukowały anime pod reżyserią Hiroaki'ego Yoshikawa. W 2008 roku anime zostało zlicencjonowane i wydane na DVD w Polsce przez Anime Gate pod tytułem Bracia czarnej krwi, w wersji z polskim lektorem, którym był Maciej Gudowski.

## Fabuła
Podczas wojny w Hongkongu, którą później nazwano Świętą Wojną lub Krucjatą, potężny wampir Dawnej Krwi Jirō Mochizuki, zwany także „Srebrnym Mieczem” (jap. 銀刀 Gintō) walcząc po stronie sojuszu ludzi i wampirów zwyciężył króla Kowloon i pokonał większość Bękartów Kowloona. Dziesięć lat później Jirō wraca do Japonii ze swoim młodszym bratem Kotarō kierując się do Ukrytej Strefy (miejsca, w którym żyją wampiry). Podczas ich podróży do Ukrytej Strefy Jirō spotyka wrogów z przeszłości i nowe zagrożenia, które mogą narażać bezpieczeństwo Ukrytej Strefy. Uprowadzenie Kotarō przez jednego z Bękartów Kowloon popycha Jirō w wir walki.

### Kowloon
Dziesięć lat przed rozpoczęciem akcji, w 1997 roku, wampir Adam Wong, później znany jako Król Kowloon, pojawił się w Hongkongu i zaczął rozprzestrzeniać swoją linię na innych. Bękarty Kowloon, jak nazwano jego ród, różnił się od innych rodów tym, że wszyscy ludzie ugryzieni przez Bękarty Kowloon stawali się nimi, nawet bez bezpośredniej infuzji krwi. Każdy istniejący wampir również ugryziony przez Bękarty Kowloon stawał się jednym z nich. Wynikły z tego powodu chaos ujawnił istnienie wampirów, które do tej pory żyły w tajemnicy przed ludźmi. Konflikt zakończył się Krucjatą w Hongkongu, ostateczną bitwą, w której ludzie i wampiry współpracowali, by zniszczyć Bękarty Kowloon. Po ostatecznej bitwie, poza Jokohamą, w Japonii została utworzona specjalna Ukryta Strefa – miasto, w którym wampiry mogłyby spokojnie żyć. Po wojnie ogłoszono, że wszystkie wampiry zostały zabite, i większość ludzi utrzymywano w niewiedzy o istnieniu Ukrytej Strefy. Jirō Mochizuki, który stał się znany jako Srebrny Miecz, stał się bohaterem Krucjaty. Pokonał Króla Kowloon, choć stracił kochankę i został zdradzony przez bliską przyjaciółkę.

## Bohaterowie
- Jirō Mochizuki (jap. 望月 ジロー Mochizuki Jirō)

Seiyū: Takahiro Sakurai 
Wampir Dawnej Krwi, który sprzymierzył się z ludźmi w walce przeciw Bękartom Kowloon podczas Świętej Wojny. Jirō został przemieniony w wampira w XIX wieku, w Londynie. Był porucznikiem Japońskiej Cesarskiej Marynarki Wojennej, dopóki nie został poważnie ranny w walce, chroniąc Alice. Poza tym, że jest wampirem Dawnej Krwi, pochodzi również z bardzo szczególnych linii krwi: Sage. Żyjący od ok. stu lat, jest nazywany także "Srebrny Miecz" (jap. 銀刀 Gintō) ze względu na broń, którą walczy – srebrną katanę. Jest szczególnie wrażliwy na światło słoneczne i wodę.
- Kotarō Mochizuki (jap. 望月 コタロウ Mochizuki Kotarō)

Seiyū: Omi Minami 
Młodszy, dziesięcioletni brat Jirō. Jak zauważyła Mimiko, nie wydaje się być bratem Jirō, ponieważ nie szkodzi mu ani światło słoneczne, ani woda. Kolejnym faktem jest to, że obaj zupełnie różnią się od siebie: Jirō ma czarne włosy i brązowe oczy, podczas gdy jego brat ma blond włosy i niebieskie oczy. Kotarō jest uderzająco podobny do byłej kochanki Jirō, Alice. Później okazuje się, że Kotarō jest rzeczywiście inkarnacją Alice.
- Mimiko Katsuragi (jap. 葛城 ミミコ Katsuragi Mimiko)

Seiyū: Ryōko Nagata 
Dziewczyna pracująca dla korporacji Order Coffin Company jako kompromiser. Mimo że uważane jest to przez jej firmę jako tabu, pozwoliła Jirō się ugryźć i wyssać trochę swojej krwi, kiedy był zbyt słaby, by kontynuować walkę.
- Cassandra Jill Warlock (jap. カサンドラ·ジル·ウォーロック Kasandora Jiru Vōrokku)

Seiyū: Miyuki Sawashiro 
Często nazywana "Czarnym Wężem", jest wampirzycą Dawnej Krwi, przyjaźniła się niegdyś z Jirō i Alice, jednak zdradziła ich i zabiła Alice. Jednakże Jirō pytał się jej, dlaczego Cassa po zabiciu Alice pilnowała jej prochów. Później okazuje się, że jest lordem rodziny Warlock oraz jest reinkarnacją Czarownicy Morgany. Jej prestiżowa linia krwi daje jej zdolność do zmiany postaci. Była też pierwszą ugryzioną przez założyciela rodowodu Bękartów Kowloon i została uznana za zdrajczynię. Podczas krótkiej rozmowy z Jirō, stwierdza, że jej najszczęśliwsze chwile były z Alice i Jirō.

### Inni
- Sei – nosi tytuł Smoczego Króla ze Wschodu.

Seiyū: Reiko Takagi 
- Zelman Clock (jap. ゼルマン·クロック Zeruman Kurokku) – wampir Dawnej Krwi żyjący ok. 900 lat, urodzony 1 kwietnia w Polsce, nazywany "czerwonookim Zelmanem". Jest także jednym z władców Ukrytej Strefy. Pochodzi z rodu związanego z wielkim wojownikiem Asura, jest jednym z ostatnich tego rodu.

Seiyū: Jun Fukuyama 
- Cain Warlock – wampir Dawnej Krwi współpracujący z korporacją Order Coffin Company na terenie Ukrytej Strefy. Cain jest bardzo silnym wampirem, który posiada zdolność przemiany w niebieskiego wilka.

Seiyū: Hiroki Yasumoto 
- Dark Princess of the North – starsza siostra Sei'a.

### Źródło krwi
- Alice Eve (jap. アリス·イヴ Arisu Ivu) – wampirzyca Dawnej Krwi, której rodowód był najwyższy rangą. Była najstarszym wampirem Dawnej Krwi. Alice była określana jako Matka Ciemności.

Seiyū: Omi Minami 
- Adam Wong (jap. アダム·王 Adamu Won) – znany jako Król Kowloon i "ojciec" Bękartów Kowloona.

## Lista odcinków
| # | Tytuł | Premiera             |
| --- | --- | -------------------- |
| 1 | Kuroki chi no kyōdai (黒き血の兄弟)                                                                                               | 8 września 2006      |
| Akcja anime rozpoczyna się od informacji o wampirach pustoszących dzielnice miasta. Ulice wyglądają jak pole bitwy a na oczach ludzkości rozgrywa się święta wojna pomiędzy ludźmi a wampirami. Do pozbycia się wrogów na ochotnika zgłasza się Jirō Mochizuki. Poprzez walkę chcę on pomścić Alice, którą chciał ochronić, ale nie zdołał. Tnie przeciwników mieczem, którzy pod wpływem dotyku srebrnego miecza umierają, Nagle pojawia się przed nim Cassandra, dawna przyjaciółka, która odpowiadała za śmierć Alice i zdradziła ją oraz Jirō. Potrafi ona przybierać różne formy, zmieniać swój wygląd. Dowiadujemy się również, iż wampiry potrafią lewitować, rani ich światło słoneczne oraz używane przeciwko nim lampy słoneczne. Gdy akcja przenosi się na statek, na którym trwa bitwa, przedstawiona zostaje nam organizacja Order Coffin Company, zajmująca się mediacjami pomiędzy walczącymi ze sobą ludźmi a czarnokrwistymi, jak zwykło się nazywać wampiry. Tak naprawdę są oni jednak mordercami, którym nie zależy na dobrych relacjach ze swoimi przeciwnikami. Nie chcą oni wpuścić krwiopijców do Ukrytej Strefy, miejsca tajemniczego, o którym nie ma zbyt wielu informacji. Jirō Mochizuki oraz jego brat znajdują się w centrum konfliktu całkowicie przypadkowo, odłączają się od reszty i znikają w głębinach wód. | |                      |
| 2 | Compromiser Konpuromaizā (調停員(コンプロマイザー))                                                                               | 15 września 2006     |
| Mimiko Katsuragi ratuje Jirō oraz Kotarō z wody. Jest ona kompromisariuszką, która obiecuje zabrać ich do Ukrytej Strefy, miasta wampirów. Napotykają oni jednak przeciwności, przez co jedna wampirzyca, próbująca namówić Jirō do współpracy, zostaje ranna. Jirō zostaje złapany i pojmany przez funkcjonariuszy, ale jego bratu udaje się uciec cało. Pojawia się podział na czerwonokrwistych i czarnokrwistych, który ma być oznaką sojuszu i równości między rasami. W międzyczasie Cassandra wraz ze swoimi braćmi prowadzi eksperymenty na ludziach, przemieniając ich w wampiry. | |                      |
| 3 | Kowloon Child Kūron chairudo (九龍の血統(クーロンチャイルド))                                                                     | 22 września 2006     |
| Kotarō podróżuje razem z Mimiko i panią Wong do kryjówki jej ludzi, a Jirō zostaje przesłuchiwany przez organizację. Wśród wampirów wykryto ślad bękarta Kowloona, przez co żadnego z uciekinierów, z którymi podróżuje Kotarō i Mimi, nie można pozostawić żywego. Atakują oni kryjówkę uciekinierów, którzy zostają przemieniani w bękarty przez jednego ze swoich ludzi. Pomimo pojawienia się Jirō, nie udaje mu się załagodzić sytuacji, jego brat zostaje porwany i razem z Bękartami Kowloona udaje się do Ukrytej Strefy. | |                      |
| 4 | Old Blood Ōrudo buraddo (古血(オールド·ブラッド))                                                                                 | 29 września 2006     |
| Jirō walczy z Bękartami Kowloona, które są silniejsze niż zwykłe wampiry. Wyrusza on na poszukiwanie swojego brata, wzmacniając się poprzez napicie się krwi Mimiko,dzięki czemu jest w stanie słyszeć jej myśli. Udaje mu się uratować Kotarō, który traci przytomność. Katsuragi zaprasza ich do Ukrytej Strefy, gdzie uzyskać mieli schronienie i możliwość zregenerowania sił. | |                      |
| 5 | Tokku (経済特別解放区(トック)) | 6 października 2006  |
| W odcinku pojawia się retrospekcja z Jirō, Alice oraz Cassandrą. Następnie akcja powraca do Ukrytej Strefy, gdzie bracia zatrzymują się w domu Mimiko. Wieść o Jirō przebywającym w strefie roznosi się szybko, powodując zebranie Rady, obawiającej się o to, co może wyniknąć z jego obecności. Znają go oni pod pseudonimem „Srebrny Miecz”. Mimiko opowiada o działaniu w Sferze do trzech grup: wampiry z kontynentu, Europejczycy oraz przymierze pozostałych linii rodowych. Mówiono na nie niegdyś wąż, pies i mrok. Bracia Mochizuki będą musieli do jednej z nich dołączyć. Niedługo po tym głównych bohaterów atakuje grupa Szlachetnych Kapłanów, którzy chcą zwerbować do siebie Jirō. Gry ten odmawia, zaczyna się walka. | |                      |
| 6 | Coven Kavun (夜会(カヴン)) | 13 października 2006 |
| Jirō po ataku udaje się do Zelmana Clocka, przywódcy grupy Kabun. Doradza on, aby bracia dołączyli do Korporacji, w której pracuje Mimiko. Dzięki temu pozostaliby w neutralnych stosunkach ze wszystkimi rodami. Odbywają również rozmowę z Sei, który odrodził się na nowo w nowym ciele. Pomimo tej rozmowy, Sei oraz Warlack nie chcą przyjąć do siebie braci Mochizuki przez chaos towarzyszący Jirō na każdym kroku. Ludzie Zelmana Clocka atakują bohaterów po raz kolejny. Podczas powrotu do mieszkania Mimiko, zauważają, jak niszczy je wybuch, zostają bez dachu nad głową. | |                      |
| 7 | Gintō (銀刀) | 20 października 2006 |
| Mimiko udaje się do firmy, w której spotyka się z ważnymi osobistościami w Ukrytej Strefie. Razem zastanawiają się, co zrobić z braćmi Michizuki i do której grupy ich przydzielić. W grupie Kabun pojawia się Bękart Kowloona. Jirō chce zemścić się na Auguście za zniszczenie mieszkania Mimi. Dochodzi do starcia między Jirō a Bękartami, Mimiko i Kotarō zostają uratowani przez brata Cassandry – Yafuri. | |                      |
| 8 | Goeisha (護衛者) | 27 października 2006 |
| Yafuri wyjawia, że razem z rodzeństwem przemieniają wampiry w Ukrytej Strefie w Bękarty Kowloona. Rada dochodzi do tego, że to Cassandra jest zdrajcą, który wprowadza zamęt w mieście, jest reinkarnacją czarownicy Morgany. Pada informacja o 11 dzielnicy, która jest jedynie legendą, nie istnieje, a Kotarō gubi się. Jirō wyrusza na poszukiwanie. | |                      |
| 9 | Eleventh Yard Irebun yādo (第十一地区(イレブン·ヤード))                                                                           | 3 listopada 2006     |
| Kotarō odnajduje Zelman Clock. Oddział Prewencyjny udaje się do kryjówki Bękartów Kowloona, chcąc się ich pozbyć. W międzyczasie Mimiko wpada w zasadzkę przygotowaną przez Cassandrę, która przemieniła się w Kelly Wong. | |                      |
| 10 | Order Coffin Company Ōdā Kofin Kanpanī (オーダー·コフィン·カンパニー)                                                             | 10 listopada 2006    |
| Cassandra porywa Mimiko, aby spotkać się z Jirō. Wyjawia też, że 11 dzielnica w Ukrytej Strefie istnieje i jest gotowa jej o niej opowiedzieć. W kryjówce pojawia się Kotarō wraz z Zelmanem, chcąc uratować Mimi przed złą wampirzycą. Udaje się jej jednak uciec. W szpitalu pojawia się zakażenie krwią Bękarta Kowloona, które nastąpiło poprzez podanie wampirom krwi niewiadomego pochodzenia, które podrzuciła Cassandra wraz ze swoimi braćmi. W woreczka znajduje się krew Bękartów. Zdrajcą okazuje się być jeden z przedstawicieli Rady. Zostaje on jednak zabity przez Zhang Lei Kao. Pojmany Yarufi dzięki pomocy brata, który przejął ciało jednego ze strażników, wydostaje się z więzienia. | |                      |
| 11 | Umi (海) | 17 listopada 2006    |
| Bękarty Kowloona rozpraszają się po mieście, wprowadzając zamęt, atakując cywili. Najważniejszym celem jest teraz powstrzymanie zakażonych oraz ludzi za to odpowiedzialnych, aby zapobiec rozprzestrzenianiu się zarazy. Kotarō wyjawia powód, dla którego wraz ze starszym bratem przybyli do Ukrytej Strefy – Jirō chciał, aby jego młodszy braciszek znalazł przyjaciół. Srebrny Miecz zostaje postrzelony przez brata Cassandry, Mimiko skacze za nim do wody, aby go uratować. | |                      |
| 12 | Waga kettō no eien naru kodō ga tame kono chi no subete o sasagen koto o (我が血統の永遠なる鼓動がためこの血の総てを捧げんことを) | 24 listopada 2006    |
| Aby odzyskać siły, Mimiko pozwala Jirō napić się jej krwi, dzięki temu jest w stanie dołączyć do walki między mieszkańcami Ukrytej Strefy a Bękartami Kowloona. Na jaw wychodzi, iż młodszy brat Jirō, Kotarō – jest reinkarnacją Alice, najstarszej krwi z całej linii rodowej, najstarsza pośród wampirzych rodów, Wielka Matka. Przekazała ona swoją krew Jirō.Gdy Kotarō będzie wystarczająco duży, Mochizuki będzie musiał przekazać mu ją z powrotem wraz ze wszystkimi wspomnieniami swojej ukochanej. Przeznaczeniem Jirō jest przekazać moc, aby następnie umrzeć. W dalszej części dochodzi do starcia między Srebrnym Mieczem a Cassandrą, z którego mężczyzna wychodzi cało. Wszystkie Bękarty zostają zabite, a tajemnica sekretnej i legendarnej Strefy 11 zostaje ujawniona – są tam popioły przetransportowane prosto z Hongkongu, jest to cmentarz. Cassandra chciała je przechwycić, aby przywrócić do życia swojego Pana. Jirō zostaje przydzielona praca – ochrona Mimiko. | |                      |

## Muzyka
Opening
- „Ashita no kioku” (jap. 明日の記憶), śpiewane przez Naozumi Takahashi.

Ending
- „Shinkirō” (jap. 蜃気楼) / (kor. 신기루), śpiewane przez Loveholic.